# Целестин II
Целестин ІІ (лат. Caelestinus; ? — 8 березня 1144, Рим, Папська держава) — сто шістдесят четвертий папа Римський (26 вересня 1143— 8 березня 1144), учень Петра Абеляра. 

## Біографія
Народився у Тоскані. В юності навчався у Абеляра. У 1128 році був зведений у сан кардинала. У листопаді 1138 року спільно з двома кардиналами (у тому числі своїм майбутнім наступником Луцієм II) брав участь від імені Інокентія II у диспуті проти трьох прихильників Анаклета II, але бажаного результату (переконати Рожера II перестати підтримувати антипапа) не досяг. У 1140 році був легатом Інокентія II у Франції.
Після смерті Інокентія II був обраний Папою і прийняв ім'я Целестин II. Його понтифікат тривав трохи більше п'яти місяців і був заповнений конфліктом з римським сенатом, що вимагав від пап відмови від світської влади. Целестин II не визнав королівського титулу Рожера II. Таким рішенням Інокентій II позбавив себе можливості отримати допомогу від сицилійського короля. Основним актом його правління було відпущення гріхів, надане королю Франції Людовику VII, та скасування інтердикта, накладеного на Францію. Целестин II помер 8 березня 1144 року в Римі.